# Léa Mendonça
Léa Mendonça, nome artístico de Léa Correa Mendonça de Andrade MT(Rio de Janeiro, 4 de setembro de 1960), é uma pastora, escritora, cantora e compositora brasileira de música cristã contemporânea. Com mais de trinta anos de carreira, a cantora já foi certificada com 6 discos de ouro e 2 de platina; Seu mais recente trabalho é o EP Se Não Fosse O Senhor, que é o 15° álbum pela MK Music
Léa recebeu em 16 de setembro de 2010, pela Alerj, a Medalha Tiradentes, sendo esta dada pela Deputada Graça Pereira em reconhecimento pelos serviços prestados ao estado do Rio de Janeiro.

## Carreira
Léa Mendonça começou sua carreira profissional como compositora e cantora do conjunto evangélico Altos Louvores, um dos maiores nomes da música protestante dos anos 80 no Brasil.
Em 1992 iniciou sua carreira solo lançando seu álbum de estréia Olha pra Mim pela Som e Louvores e em 1993 lançou seu nono e último álbum por esta gravadora, intitulado Amor tão Puro.
No ano de 1995, Léa foi contratada pelo selo MK Publicitá (hoje MK Music), sendo esta a mais importante distribuidora de música evangélica no país, vinculada ao político e empresário Arolde de Oliveira, e pelo qual todos os seus álbuns desde então têm sido apresentados. [carece de fontes?]
Os álbuns Louvor Profético, Apenas uma Voz, Superação,[carece de fontes?] Milagres da Adoração e Profetizando Vida foram certificados com disco de ouro,[carece de fontes?] sendo o Milagres da Adoração e o Apenas Uma Voz certificados com disco de platina por mais de oitenta mil e cem mil cópias vendidas respectivamente. Recentemente o álbum playback do Louvor Profético também foi certificado como disco de ouro por 40 mil cópias vendidas.
Em 2018 a cantora foi indicada ao Grammy Latino pelo álbum Adoração na Guerra. [carece de fontes?]
Em 21 de março de 2023, a cantora sofreu um princípio de infarto enquanto estava pregando. Ficou internada no CTI de um hospital por sete dias fazendo um cateterismo. Foi liberada e se encontrava em casa. [carece de fontes?]

## Discografia
Solo
- Olha pra Mim (1992)
- Amor tão Puro (1993)
- Eternamente Sua (1996)
- Felicidade (1998)
- Uma Nova Unção (2000)
- Louvor Profético (2003)
- Apenas uma Voz (2006)
- Superação (2008)
- Milagres da Adoração (2011)
- Profetizando Vida (2013)
- Autoridade e Unção (2015)
- Adoração na Guerra (2017)
- Vai Valer a Pena (2021)
- Se Não Fosse o Senhor (2024)

Com o Altos Louvores
- Meu Grande Eu Sou (1985)
- Anseios (1986)
- Volume 3 (1988)
- Brilhante (1989)

## Indicações
Troféu Talento
| Ano  | Categoria                          | Resultado |
| ---- | ---------------------------------- | --------- |
| 2005 | "Melhor Intérprete Feminino"       | Indicada  |
| 2009 | "Álbum Pentecostal" - CD Superação | Indicada  |

Troféu Promessas
| Ano  | Categoria                          | Resultado |
| ---- | ---------------------------------- | --------- |
| 2011 | "Melhor DVD" - Recordações         | Indicada  |
| 2011 | "Melhor CD" - Milagres da Adoração | Indicada  |
| 2011 | "Melhor Cantora"                   | Indicada  |
| 2013 | "Melhor Cantora"                   | Indicada  |

Grammy Latino
| Ano  | Categoria                                                                            | Resultado |
| ---- | ------------------------------------------------------------------------------------ | --------- |
| 2018 | "Melhor Álbum de Música Cristã em Língua Portuguesa" - CD Adoração na Guerra Ao Vivo | Indicada  |